# Diclidophora pollachii
Diclidophora pollachii är en plattmaskart som först beskrevs av van Beneden och Hesse 1863.  Diclidophora pollachii ingår i släktet Diclidophora, och familjen Diclidophoridae. Arten är reproducerande i Sverige.